# داستين جاي لي
داستين جاي لي (بالإنجليزية: Dustin J. Lee)‏ هو عسكري أمريكي، ولد في 7 أبريل 1986 في ميريديان في الولايات المتحدة، وتوفي في 21 مارس 2007 في الفلوجة في العراق.